# A Million Lights
A Million Lights (deutsch: Eine Million Lichter) ist das dritte Studioalbum der britischen Sängern Cheryl. Es wurde von 2011 bis 2012 produziert. Das Album erschien in Großbritannien am 15. Juni 2012 und erreichte Platz 2 der britischen und irischen Charts sowie Platz 1 in Schottland.

## Hintergrundinformationen
Cheryl Cole begann mit den Arbeiten an ihrem Album im Juli 2011 in Los Angeles. Laut eigenen Aussagen war es für Cole sehr wichtig, mit neuen und unbekannten Produzenten zusammenzuarbeiten, da diese offener gegenüber neuen Sounds wären und viel mehr ausprobieren würden. Während der Produktion des Albums entstanden über 50 Songs. Bis Ende des Jahres 2011 wurden verschiedene Zusammenarbeiten bekannt, unter anderem mit Far East Movement, Will.i.am, Taio Cruz, Alex da Kid und Lana Del Rey. Im Mai 2012 wurde außerdem eine Zusammenarbeit mit dem britischen Rapper Wretch 32 bekannt. In einem Interview mit Digital Spy sagte Cole, dass dieses Album ihrer Meinung nach ihr bisher bestes sei. Im April 2012 gab sie außerdem bekannt, dass sie fortan ihren Nachnamen „Cole“ ablegen und Musik nur noch unter ihrem Vornamen Cheryl veröffentlichen werde.
Wie ihre beiden Vorgängeralben wurde auch A Million Lights musikalisch von Genres wie Dance-Pop, Pop und R&B beeinflusst, aber auch von anderen Genres wie dem Dubstep, zu hören unter anderem in dem Song Love Killer. Der Song Screw You, ein Duett mit dem Rapper Wretch 32, stellt eine Abrechnung mit Coles’ Exmann Ashley Cole dar. Der letzte Song, den sie für ihr Album aufnahm, war Sexy Den a Mutha. Lana Del Rey sowie Will.i.am sind auf einigen der Songs als Backgroundsänger zu hören.

## Titelliste

### Standardedition
1. Under the Sun (Alexander Grant, Mike Del Rio, Jayson DeZuzio, Steven Battey, Carlos Battey, Cheryl Cole) – 3:30
2. Call My Name (Calvin Harris)- 3:28
3. Craziest Things [feat. Will.i.am] (William Adams, Cole, Shahid Khan, Andrea Martin) – 3:13
4. Girl in the Mirror (Aaron Cowan, Jareth Rwamafa Johnson) – 3:30
5. A Million Lights (Greg Bonnick, Leon Price, Peter Renshaw, Tom Havelock) – 3:23
6. Screw You [feat. Wretch 32] (Megan Nicolle Thomaston, Kingsley Brown, Daniel Traynor, Jermaine Scott)
7. Love Killer (Stefan Engblom, Olle Corneer, Kasia Livingston) – 3:47
8. Ghetto Baby (Elizabeth Grant, Roy Kerr, Anu Pillai) – 2:49
9. Sexy Den a Mutha (Jim Beanz, Thomaston) – 3:40
10. Mechanics of the Heart (Taio Cruz, Mathias Wollo, Loick Essien) – 3:16
11. All Is Fair (Beanz, Candice Nelson) – 3:25
12. Last One Standing (Billy Wes, Onique Williams) – 3:10 [Australian, Hungarian, Polish Bonus Track]

### Deluxe-Edition
Die Deluxe-Edition enthält neben den Titeln der Standardedition noch vier Bonussongs. Auf der australischen, ungarischen und polnischen Version, wo der Song Last One Standing bereits Teil der Standardversion ist, befinden sich auf diesen Deluxe-Editionen nur drei Bonussongs, deren Titelnummer jeweils um eins höher ist im Vergleich zu der britischen Version.
12. Boys Lie (Beanz, Roy Warren, Koil Preample)- 3:39
13. One Thousand (Edvard Forre Erfjord, Henrik Michelsen, L. Marshall)- 3:43
14. Telescope (Dave Munday, Cara Salimando)- 2:32
15. Last One Standing (Billy Wes, Onique Williams)- 3:10

### Super Deluxe-Edition
Neben der Deluxe-Edition gibt es in Großbritannien außerdem eine Super Deluxe-Edition, welche aus zwei CDs besteht. Die zusätzliche CD enthält acht weitere Songs.
1. Boys Lie (Beanz, Roy Warren, Koil Preample)- 3:39
2. One Thousand (Edvard Forre Erfjord, Henrik Michelsen, L. Marshall)- 3:43
3. Telescope (Dave Munday, Cara Salimando)- 2:32
4. Last One Standing (Billy Wes, Onique Williams)- 3:10
5. I Like It (Beanz, Nelson, Cole)- 3:44
6. Make You Go (Cameron Roberson, David Loeffler, Jaylien Wesley)- 3:29
7. Dum Dum (Wes, Williams)- 3:19
8. Teddy Bear (Beanz, Cole)- 4:00

## Chartplatzierungen

### Album
| ChartsChartplatzierungen     | Höchstplatzierung | Wochen |
| ---------------------------- | ----------------- | ------ |
| Vereinigtes Königreich (OCC) | 2 (17 Wo.)        | 17     |

### Singles
| Jahr | Titel Album                    | Höchstplatzierung, Gesamtwochen, AuszeichnungChartsChartplatzierungen (Jahr, Titel, Album, Platzierungen, Wochen, Auszeichnungen, Anmerkungen) | Anmerkungen                         |
| Jahr | Titel Album                    | UK | Anmerkungen                         |
| ---- | ------------------------------ | --- | ----------------------------------- |
| 2012 | Call My Name A Million Lights  | UK1 (17 Wo.)UK | Erstveröffentlichung: 10. Juni 2012 |
| 2012 | Under the Sun A Million Lights | UK13 (13 Wo.)UK | Erstveröffentlichung: 23. Juli 2012 |

Als erste Single wurde vorab am 18. Mai 2012 der Song Call My Name veröffentlicht. Dieser wurde geschrieben und produziert von Calvin Harris. Aus diesem Grund sind auch Ähnlichkeiten zu früheren Werken Harris’, unter anderem zu We Found Love von Rihanna, zu erkennen. Er erreichte Platz 1 in England, Schottland und Irland.
Als zweite Single erschien am 2. September 2012 der Song Under the Sun, welcher von Alex da Kid geschrieben und produziert wurde. Die Single erreichte Platz 13 der englischen Charts.